# Naturschutzgebiet Auf dem Bruch

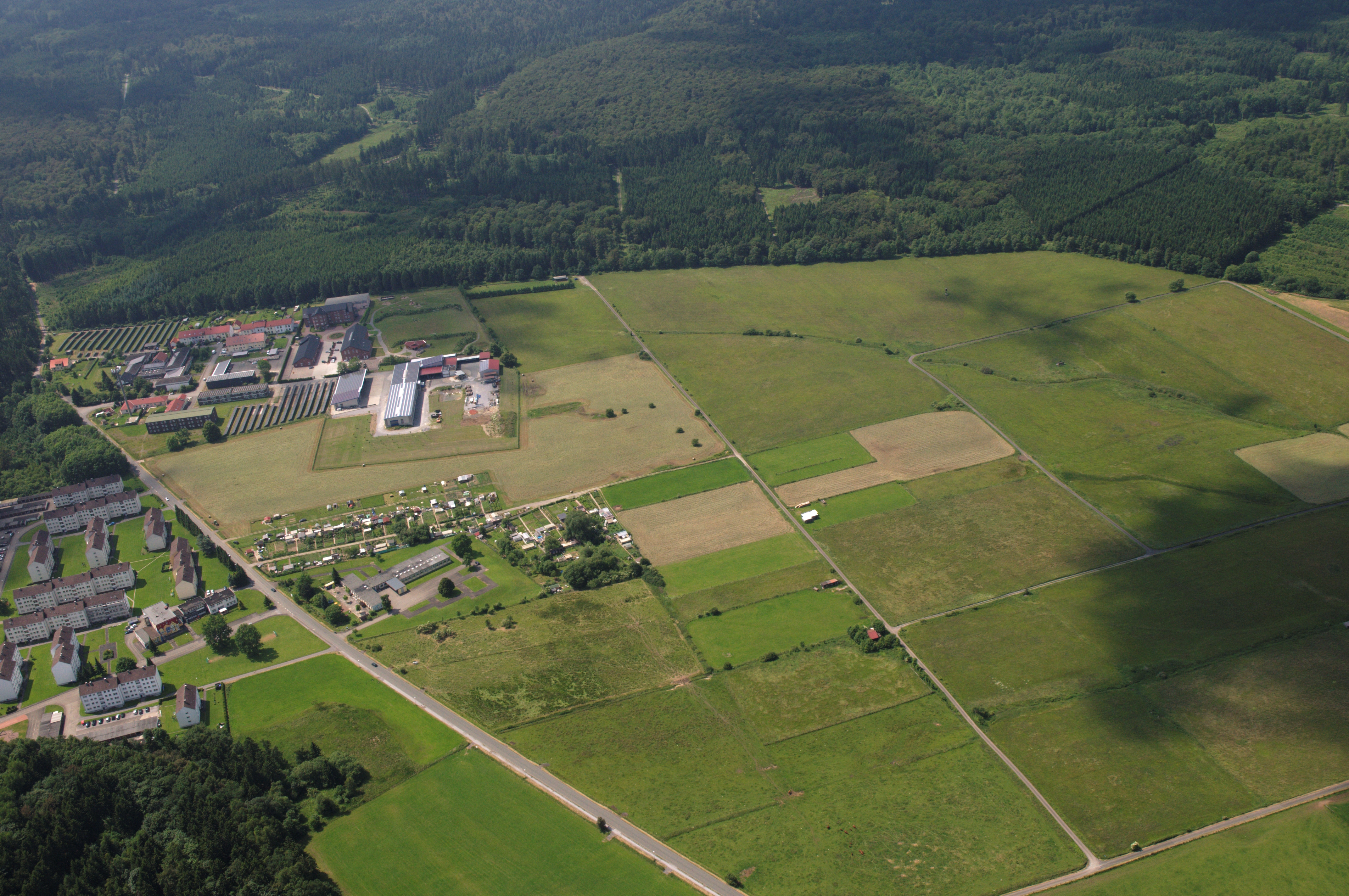
Südliche Teil des Naturschutzgebietes Auf dem Bruch (Grünlandbereiche rechts der Bebauung)

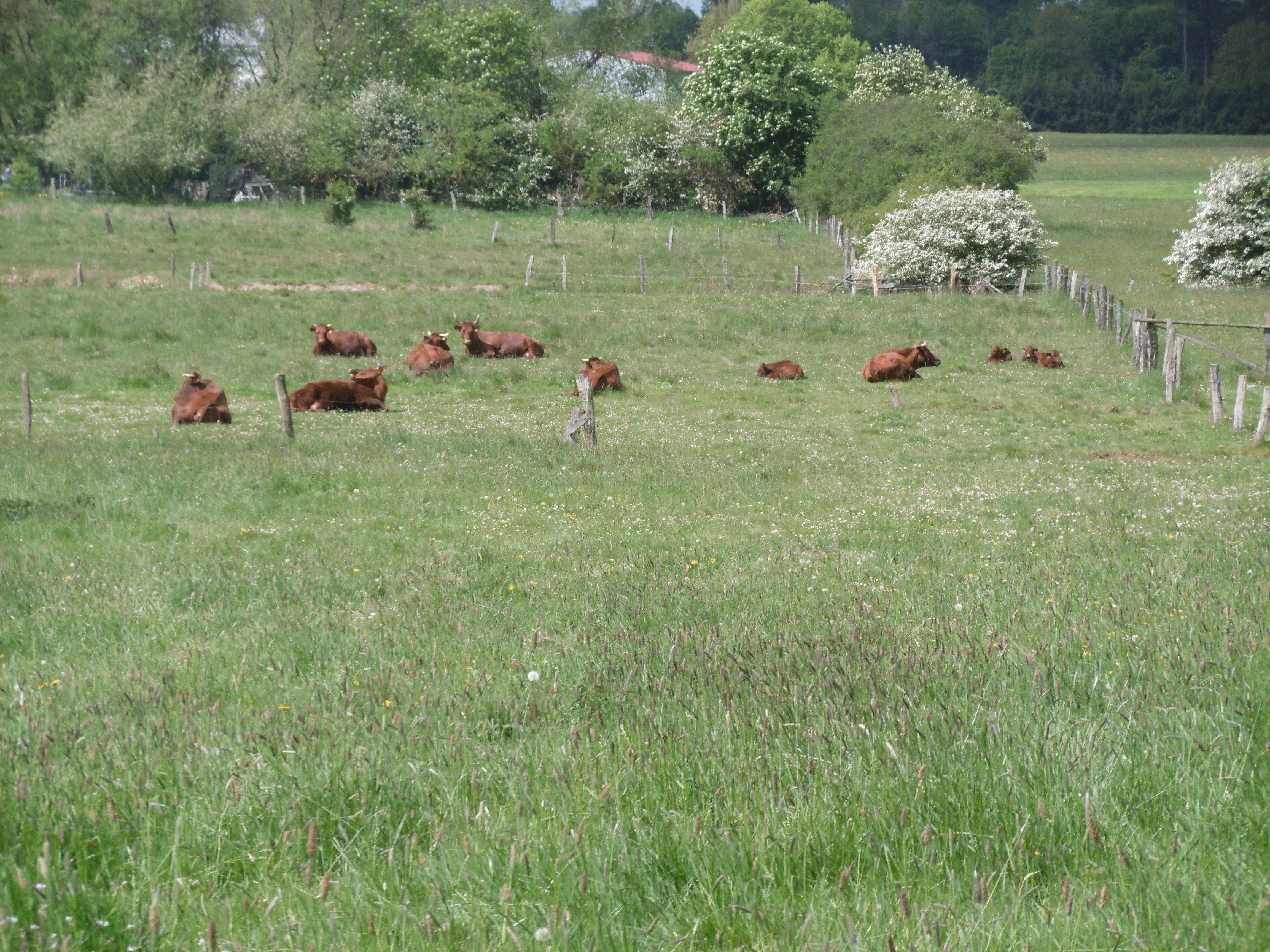
Rotes Höhenvieh des VNV im NSG

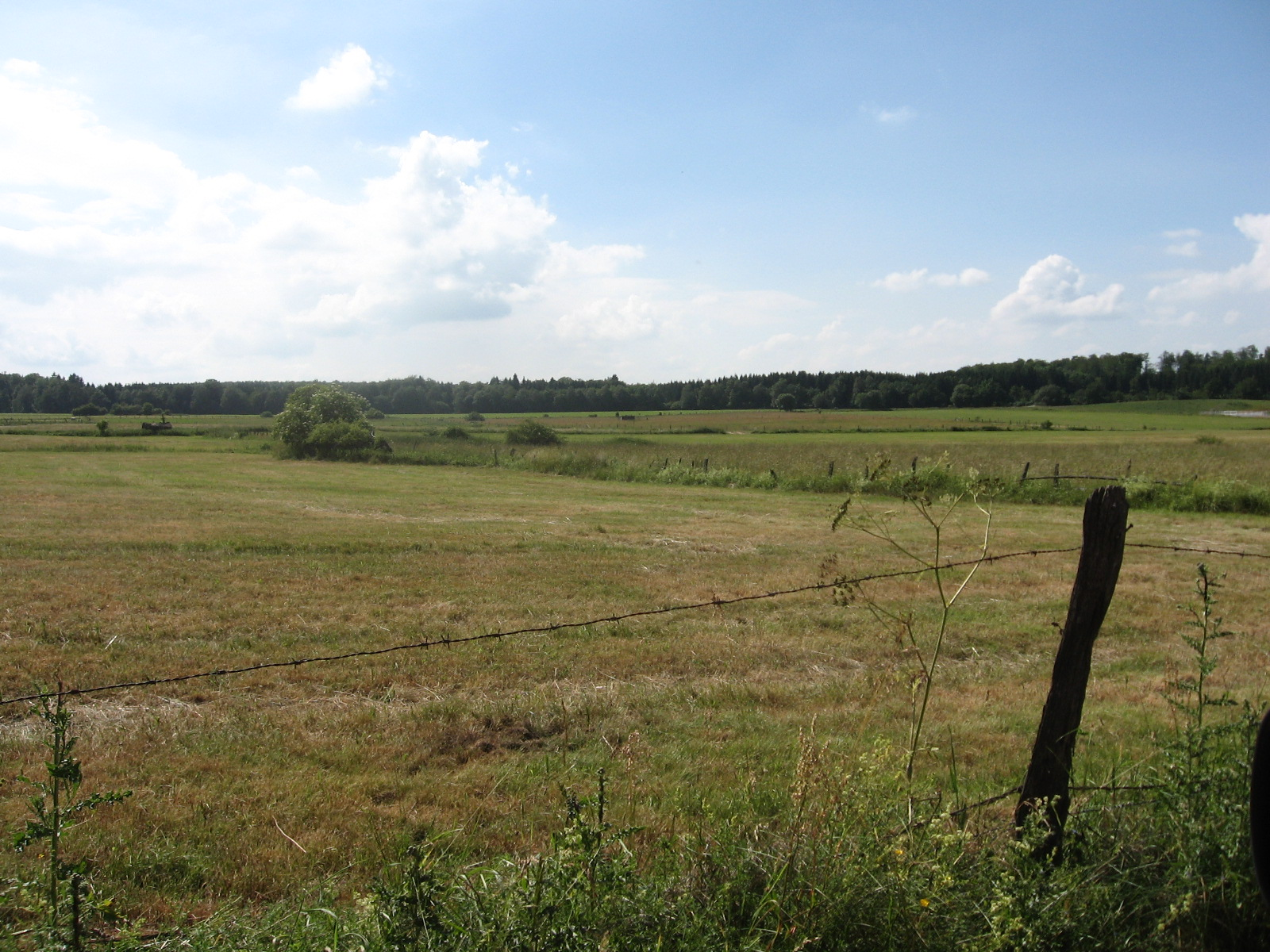
Zentraler südlicher Teil des Naturschutzgebietes Auf dem Bruch

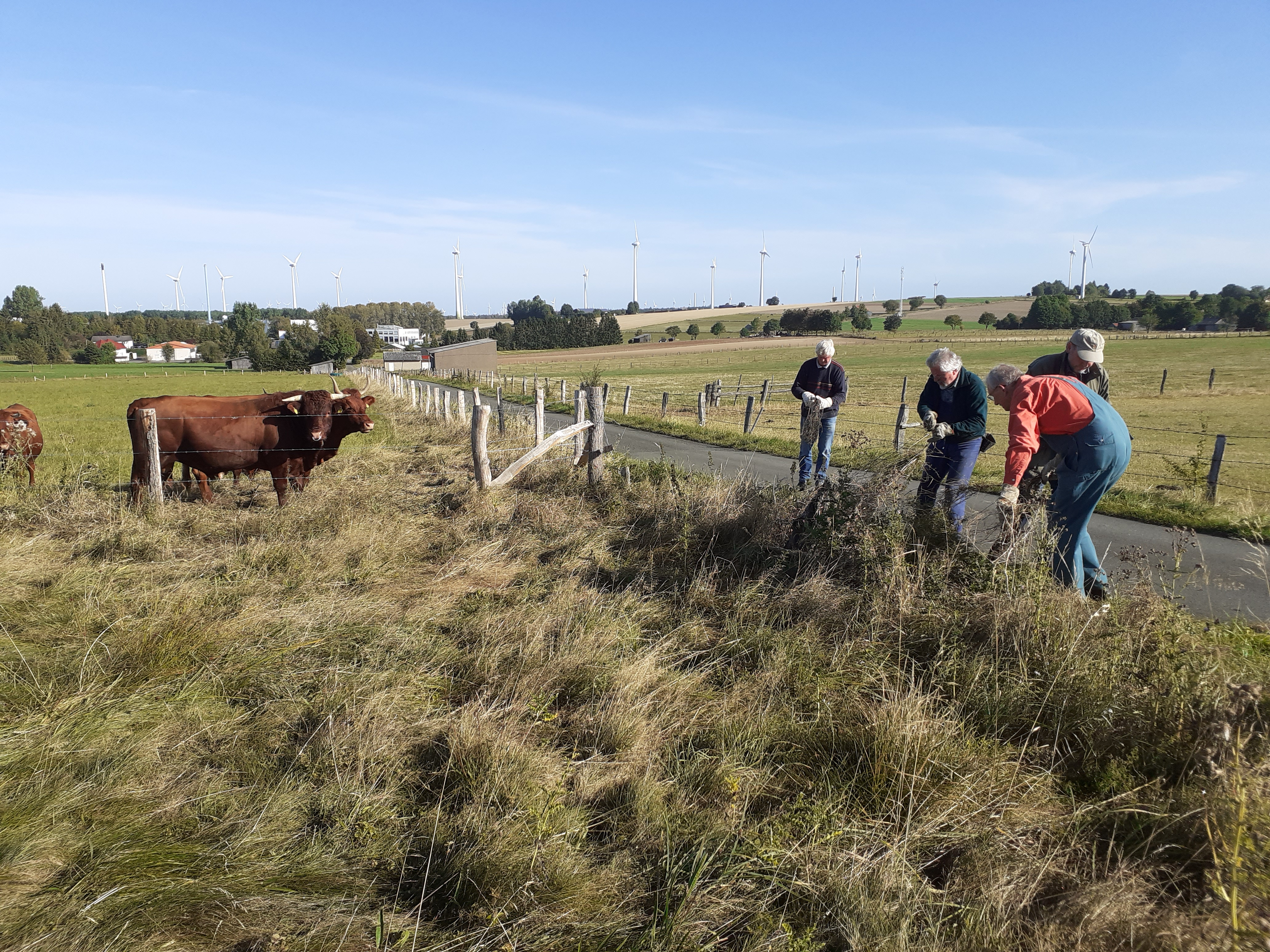
Arbeitseinsatz des VNV und links Rotes Höhenvieh

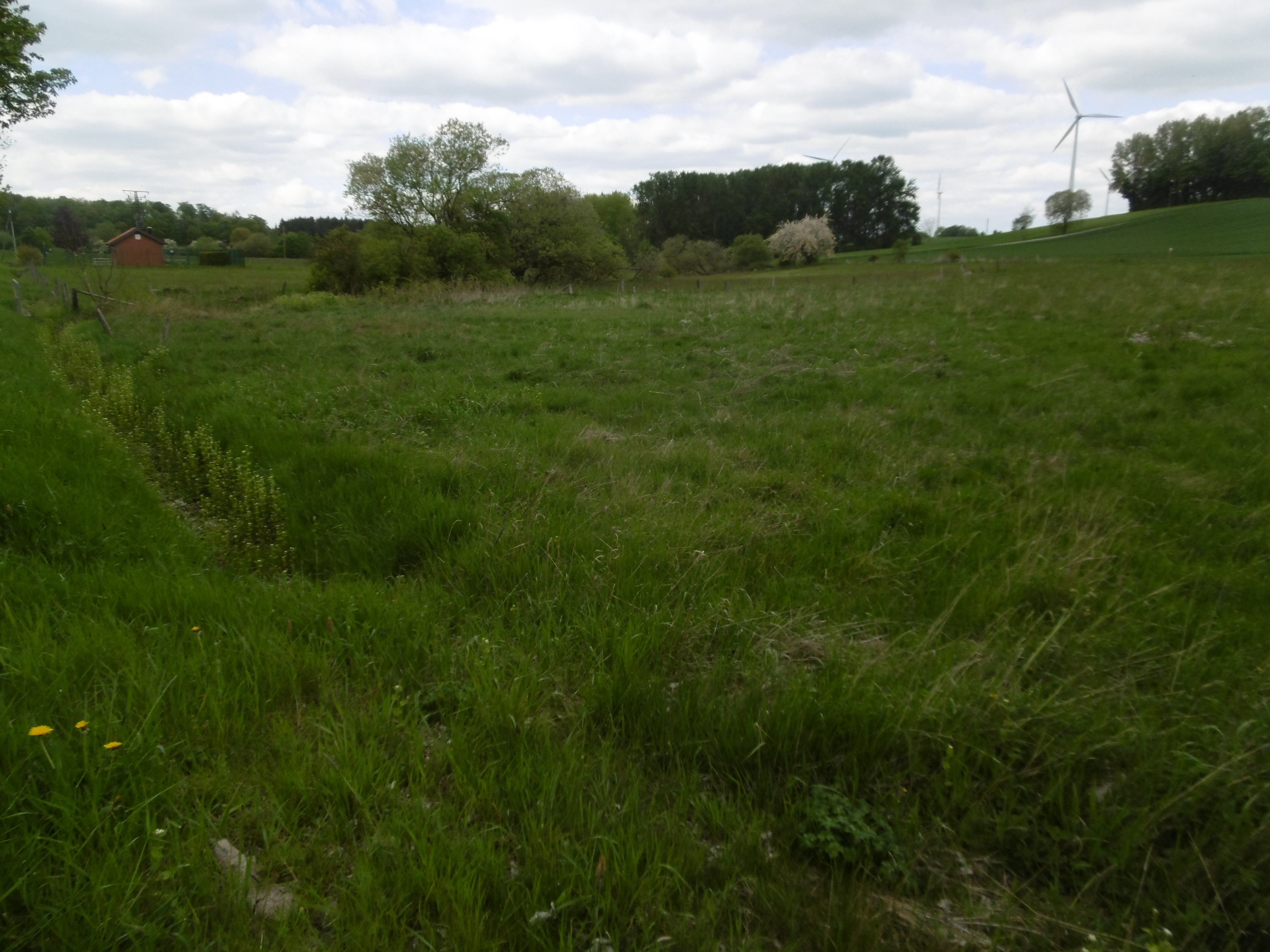
Nordteilfläche vom NSG

Das Naturschutzgebiet Auf dem Bruch mit einer Größe von 52,28 ha liegt westlich von Essentho im Stadtgebiet von Marsberg im Hochsauerlandkreis. Es wurde 2008 mit dem Landschaftsplan Marsberg als Naturschutzgebiet (NSG) ausgewiesen. An die größere südliche Teilfläche grenzt im Süden eine ehemalige Kaserne und Siedlung für belgische Soldaten an. Dieses Gebiet ist heute ein Gewerbegebiet und eine Wohnsiedlung. Westlich liegt direkt das FFH-Gebiet Fürstenberger Wald (DE 4518-305) im Kreis Paderborn. Das NSG gehört seit 2023 zum Vogelschutzgebiet Diemel- und Hoppecketal mit angrenzenden Wäldern. Nördlich grenzt im Gewerbegebiet das Gelände der Firma Ritzenhoff und L 549 an. Im Osten grenzt das Landschaftsschutzgebiet Paderborner Hochfläche mit intensiv genutzten Grünland an. Die nördliche Teilfläche liegt nördlich der L 549 bei der Firma Ritzenhoff. Im Westen grenzt wieder das FFH-Gebiet Fürstenberger Wald an. Sonst ist die Teilfläche vom Landschaftsschutzgebiet Paderborner Hochfläche umgeben.

## Beschreibung
Das NSG umfasst ebene fast gehölzfreie Grünlandbereiche, welche als Viehweide oder Mähwiese genutzt werden. Teilbereiche des Grünlands sind Feuchtgrünland und Magergrünland mit Magerkeitszeigern. Auch Hochstaudenfluren befinden sich im NSG. Zwei Bäche entwässern das NSG nach Nordosten. Die Bäche sind zum Teil verrohrt und begradigt. Teile des NSG werden extensiv bewirtschaftet. Die einzelnen Wiesen sind zum Teil durch Gräben getrennt. Im NSG findet man nur Einzelbäume und Einzelbüsche. Vereinzelt stehen Schuppen auf den Wiesenflächen. Ein größerer Feuchtgrünlandkomplex befindet sich im südlichen Teil des Gebietes. Wertbestimmend ist der zusammenhängende Grünlandkomplex mit seinen kleinräumig wechselnden Bereichen aus Feucht- und Magergrünland.
Im NSG gibt es seit Jahren einen Bestand von fünf bis acht Wiesenpieper-Revieren.

## Pflanzenarten im NSG
Das Landesamt für Natur, Umwelt und Verbraucherschutz Nordrhein-Westfalen dokumentierte im Schutzgebiet Pflanzenarten wie Acker-Hornkraut, Bachbunge, Echtes Mädesüß, Geflecktes Johanniskraut, Gras-Sternmiere, Großer Wiesenknopf, Knolliger Hahnenfuß,  Kuckucks-Lichtnelke, Scharfer Hahnenfuß, Schlangen-Knöterich, Spitzwegerich, Sumpf-Labkraut, Sumpf-Vergissmeinnicht, Wald-Ziest, Wiesen-Bärenklau, Wiesen-Kerbel und Zottiger Klappertopf.

## Schutzzweck
Schutzzweck des NSG ist insbesondere die Erhaltung und die Optimierung eines ornithologisch bedeutsamen Feuchtgrünlandkomplexes als Brut-, Rast- und Nahrungsgebiet etlicher gefährdeter Vogelarten.

## Naturschutzmaßnahmen
Der Verein für Natur- und Vogelschutz im Hochsauerlandkreis (VNV) kaufte im NSG mehrfach Flächen und pachtet weitere. Die Flächen des VNV werden mit vereinseigenen Rotem Höhenvieh beweidet. Teilweise werden Flächen vom Verein auch gemäht und dann mit Rindern nachbeweidet. Der VNV führt immer wieder Arbeitseinsätze im NSG durch. Insbesondere wurde Müll zur Entsorgung entfernt, ferner alte Zäune abgebaut und neue gebaut.

## Beeinträchtigungen des NSG
Im Juli 2015 brachte ein Lohnunternehmen auf etwa 15 ha Eigentumsfläche der Stadt Marsberg im Bereich Bruchwiesen Gärreste aus einer Biogasanlage aus. Die Fläche war von der Stadt an einen Landwirt verpachtet. Dieser hatte die Auflage von der Stadt auf eine Düngung zu verzichten und Brachesstreifen anzulegen. Diese Auflagen wurden festgesetzt, da die Fläche als Ausgleichsmaßnahme der Stadt dient. Die vom VNV informierte Stadt kündigte dem Pächter.